# Love (альбом Love)

«Love» — дебютний альбом однойменного рок-гурту, випущений в квітні 1966 року. Пісня «My Little Red Book» звучить в фіналі фільму «Фанатик» і в епізоді серіалу «Беверлі-Гіллз, 90210» «Alone at the Top».

## Список композицій
Всі пісні написані Артуром Лі, за винятком вказаних.

### Перша сторона
1. «My Little Red Book» (Берт Бакарак, Гел Девід) — 2:33
2. «Can't Explain» (Лі, Джонні Еколс, Джон Флекенстейн) — 2:41
3. «A Message to Pretty» — 3:14
4. «My Flash on You» — 2:10
5. «Softly to Me» (Браян Маклін) — 2:58
6. «No Matter What You Do» — 2:47
7. «Emotions» (Лі, Еколс) — 1:59

### Друга сторона
1. «You I'll Be Following» — 2:26
2. «Gazing» — 2:43
3. «Hey Joe» (Билли Робертс) — 2:42
4. «Signed D.C.» — 2:48
5. «Colored Balls Falling» — 1:56
6. «Mushroom Clouds» (Ли, Эколс, Кен Форсси, Маклин) — 2:26
7. «And More» (Ли, Маклин) — 2:56

## Учасники записи
- Артур Лі — вокал, перкусія, гармоніка. Ударні (2, 6, 9, 13, 14).
- Джонні Еколс — соло-гітара
- Браян МакЛін — ритм-гітара, ритм-вокал. Лід-вокал (5, 10).
- Кен Форсса — бас-гітара
- Олбан Пфістерер — ударні